# Harry Bosch – A nyomozó
A Harry Bosch – A nyomozó (eredeti cím: Bosch) 2014-ben bemutatott televíziós sorozat, amely Michael Connelly regényei alapján készült. A címszereplőt Titus Welliver alakítja.
A hetedik és egyben utolsó évad bemutatója 2021. június 25-én volt. 2022. május 6-án mutatták be az Amazon Freevee-n a sorozat spin-offját a Bosch: Legacy-t, amelyet Welliver úgy jellemzett, mint „lényegében a Bosch 8. évadját”.

## Szinopszis
Harry Bosch rendőrként dolgozik Los Angelesben. Régebben katona volt, ezért ismer minden apró trükköt, meg egyébként is már nem fiatal, rendőrként is már sokat látott. Ennek ellenére még mindig nyomozóként dolgozik, mert az előrelépési esélyeit már régen eljátszotta, mivel eléggé szókimondó és makacs, a felettesei közül nem mindenki szereti. De jó arányban oldja meg a gyilkossági ügyeket, ezért elviselik őt. Bosch utálja a bűnözőket és a korrupt zsarukat, mindene a törvény, az egész élete erről szól.
Bosch társa Jerry Edgar. Jerry sokáig küzdött, mire Harry megkedvelte. Jerry fiatalabb és nem olyan merev, mint Bosch, de számára is sokat jelent a törvény. Jerry megjelenése is más, szereti a divatos ruhákat, a jó cipőket, öltönyben jár, igazi divatmániás.

## Főbb szereplők
- Hieronymus 'Harry' Bosch (Titus Welliver)
- Jerry Edgar (Jamie Hector)
- Eleanor Wish (Sarah Clarke)
- Grace Billets hadnagy (Amy Aquino)
- Irvin Irving (Lance Reddick)
- Maddie Bosch (Madison Lintz)

## Epizódlista
| Évad | Évad | Részek száma | Részek száma | Eredeti sugárzás  | Eredeti sugárzás  | Eredeti adó  | Magyar sugárzás   | Magyar sugárzás     | Magyar adó |
| Évad | Évad | Részek száma | Részek száma | Évadbemutató      | Évadzáró          | Eredeti adó  | Évadbemutató      | Évadzáró            | Magyar adó |
| ---- | ---- | ------------ | ------------ | ----------------- | ----------------- | ------------ | ----------------- | ------------------- | ---------- |
|      | 1.   | 10           | 10           | 2015. február 06. | 2015. február 16. | Amazon Video | 2015. június 03.  | 2015. augusztus 05. | FOX        |
|      | 2.   | 10           | 10           | 2016. március 11. | 2016. március 11. | Amazon Video | 2016. április 06. | 2016. június 08.    | FOX        |
|      | 3.   | 10           | 10           | 2017. április 21. | 2017. április 21. | Amazon Video | 2017. május 18.   | 2017. július 20.    | FOX        |
|      | 4.   | 10           | 10           | 2018. április 13. | 2018. április 13. | Amazon Video | 2019. október 14. | 2019. október 25.   | n. a.      |
|      | 5.   | 10           | 10           | 2019. április 19. | 2019. április 19. | Amazon Video | 2019. október 28. | 2019. november 08.  | n. a.      |
|      | 6.   | 10           | 10           | 2020. április 17. | 2020. április 17. | Amazon Video | n. a.             | n. a.               | n. a.      |
|      | 7.   | 10           | 10           | 2021. június 25.  | 2021. június 25.  | n. a.        | n. a.             | n. a.               |            |